# Janus (roman)
Pour les articles homonymes, voir Janus.
Janus (titre original : Pushing Ice) est un roman de hard science-fiction d'Alastair Reynolds. 

## Publications
Publié en 2005 en anglais sous le titre Pushing Ice, l'ouvrage est paru en France en février 2011 aux éditions Presses de la Cité. Selon l'auteur, il s'agit d'un livre sur un « premier contact avec des extra-terrestres », inspiré par ses réflexions sur le paradoxe de Fermi et par des lectures d'ouvrages de Larry Niven.
Dans sa version originale, le livre devait s'appeler Chasing Janus, mais l'éditeur a préféré changer le titre pour éviter toute confusion avec l'actrice britannique Samantha Womack, née Janus.

## Histoire
En 2057, Janus, un des satellites naturels de Saturne, quitte soudainement son orbite. Unique vaisseau capable d'intercepter cet artéfact, le Rockhopper, propriété d'une compagnie minière spécialisée dans l'exploitation des comètes de glace, part à la rencontre de l'objet. La commandante de ce vaisseau, Bella Lind, devra prendre des décisions difficiles.

## Principaux personnages
- Bella Lind, commandante du Rockhopper ;
- Svetlana Barseghian, responsable propulsion ;
- Parry Boyce, responsable des opérations de surface ;
- Craig Schrope, correspondant de la DeepShaft, la compagnie exploitant le Rockhopper. Cette compagnie est suffisamment puissante pour avoir un siège au Conseil de sécurité des EEU (Entités économiques unies) ;
- Jim Chisholm, commandant en second, atteint d'une tumeur cérébrale.